# Maritzburg United FC
Maritzburg United Football Club – klub piłkarski z Południowej Afryki, grający obecnie w National First Division, mający siedzibę w mieście Pietermaritzburg, leżącym we wschodniej części kraju. Klub został założony w 1979 roku.
Domowe mecze w Premier Soccer League rozgrywa na Harry Gwala Stadium, a podczas jego remontu przeniósł się na Woodburn Stadium.

## Sukcesy
- First Division Coastal Stream, mistrzostwo: 2007/08
- First Division Championship play-offs, zwycięstwo: 2008

## Występy w Premier Soccer League
- 2008/2009 – 12. miejsce
- 2006/2007 – 16. miejsce
- 2005/2006 – 14. miejsce